# Pfarrhaus (Grimoldsried)

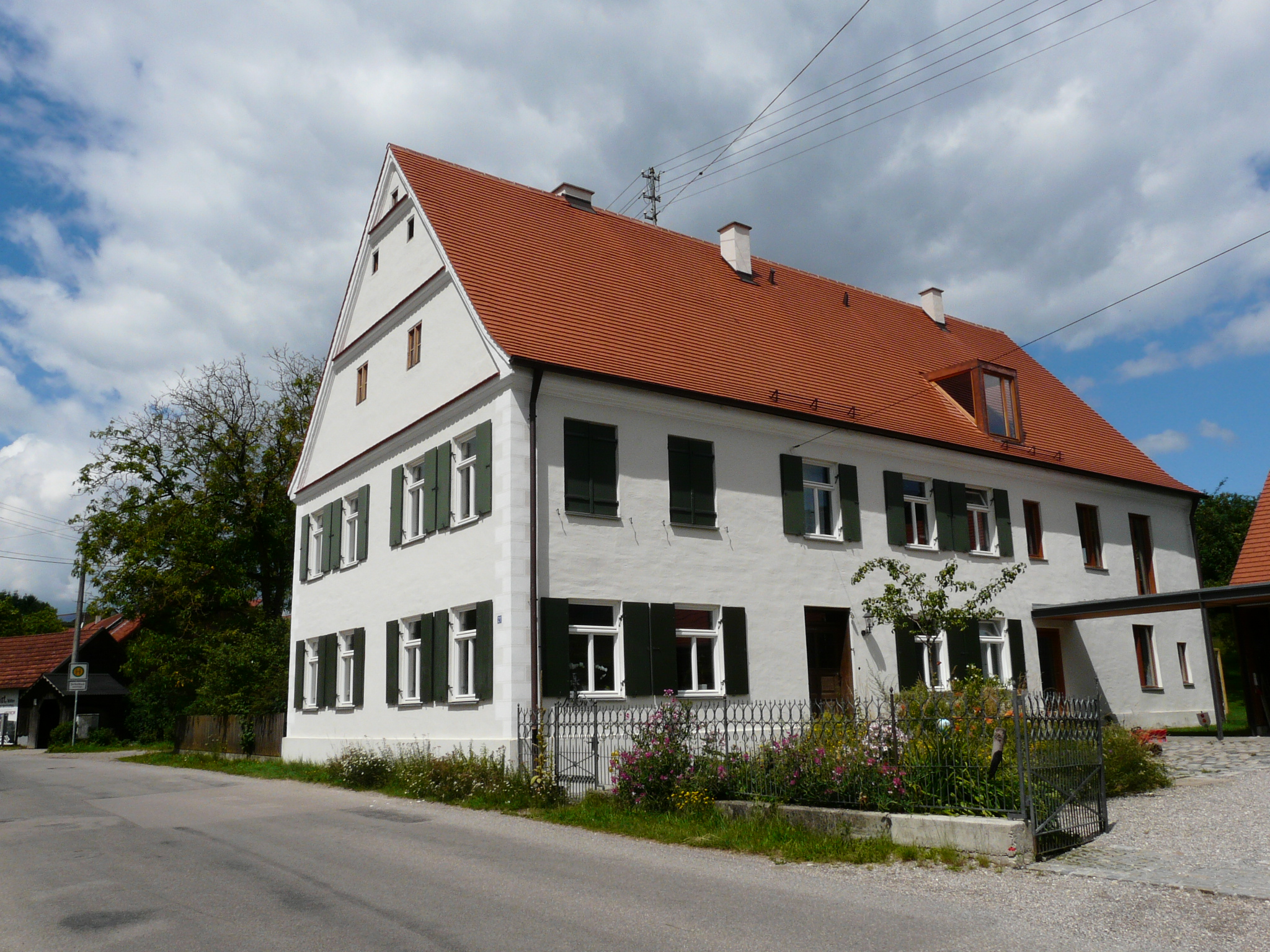
Ehemaliges Pfarrhaus in Grimoldsried

Das Pfarrhaus in Grimoldsried, einem Gemeindeteil von Mickhausen im Landkreis Augsburg im bayerischen Regierungsbezirk Schwaben, wurde 1720 errichtet. Das ehemalige Pfarrhaus an der Angerstraße 21, in der Nähre katholischen Pfarrkirche St. Stephan, ist ein geschütztes Baudenkmal.
Der zweigeschossige Satteldachbau mit Giebelgesimsen und profiliertem Traufgesims wurde von Michael Meitinger errichtet. 